# FACSAT-1
FACSAT-1 es el segundo satélite de fabricación colombiana enviado a órbita, y el primero en nombre de la Fuerza Aeroespacial Colombiana.

## Características
FACSAT-1 es un nanosatélite, capaz de tomar imágenes con una resolución de 30 metros por píxel.

## Fabricación
El contrato para fabricar FACSAT-1 fue otorgado a GomSpace Un/S en 2014.

## Lanzamiento
FACSAT-1 fue lanzado el 28 de noviembre de 2018 a las 11:15PM (hora colombiana), en el cohete PSLV-C43 de la Agencia Espacial de la India (ISRO).